# Xavier Mercadé i Simó
Xavier Mercadé Simó (15. února 1967, Barcelona – 23. srpna 2021) byl španělský fotožurnalista.

## Životopis
Specializoval se na přehlídky a živou hudbu a v roce 1992 byl jedním ze zakladatelů skupiny Enderrock, kde převzal místo kameramana. Je běžné vidět jeho fotografie v různých publikacích týkajících se hudby. V oblasti fotografie se začal pohybovat v roce 1984, kdy spojil svá fotografická studia na Escola de Mitjans AudioVisuals (EMAV) s edicí svého fanzinu Vollker. Kromě toho vydal několik knih: Passion for Rock, Freaks, Hate to obey, Lost Bullets a Jump Rock.
Svá díla vystavoval na různých výstavách, jako například Bevent passat v ambitu Zemské rady Gerony o skupině Umpah-Pah, výstava o skupině Sopa de Cabra, Pròxims visual (s Francescem Fàbregasem) nebo Born Tono Múúú (s dalšími fotografy).

## Publikovaná díla
- Mercadé Simó, Xavier (1999). Pasión por el rock: las mejores fotos de concierto. La Máscara. ISBN 9788479743802
- Mercadé Simó, Xavier (2010). Freaks: la Cara Oculta del Rock. Quarentena Ediciones. ISBN 9788493788063
- Odio obedecer - la escena alternativa en los 80. ISBN 978-8415191124
- Mercadé Simó, Xavier (2012). Balas perdidas: qué fue del siglo XX. 66 rpm Edicions. ISBN 9788493952471
- Mercadé Simó, Xavier (2009). Jump Rock (PDF).